# Liste des sites classés et inscrits de la Haute-Savoie
Cet article recense les sites classés et inscrits de la Haute-Savoie, en France.

## Listes

### Sites classés
La liste suivante recense les sites classés de la Haute-Savoie en 2024.
| Site                                                   | Communes                                                                                       | Date                                     | Superficie (ha) | Notes | Coordonnées                 | Photo |
| ------------------------------------------------------ | ---------------------------------------------------------------------------------------------- | ---------------------------------------- | --------------- | --- | --------------------------- | ----- |
| Hêtres d'Abondance                                     | Abondance                                                                                      | 14 juin 1909 12 juillet 1916             | 0               | Six hêtres classés en 1909, un déclassé en 1916 ; il n'en reste plus qu'un seul subsitant en 2024.                 | 46° 16′ 52″ N, 6° 42′ 52″ E |       |
| Tours Saint-Jacques                                    | Allèves                                                                                        | 14 juin 1909                             | 2,7             | | 45° 45′ 41″ N, 6° 04′ 25″ E |       |
| Canaux du Thiou et du Vassé                            | Annecy                                                                                         | 31 mai 1939                              | 4,05            | | 45° 53′ 55″ N, 6° 07′ 37″ E |       |
| Forêt communale et vallon de Sainte-Catherine          | Annecy                                                                                         | 21 février 1951                          | 296,27          | | 45° 52′ 43″ N, 6° 07′ 27″ E |       |
| Dent d'Oche et Cornettes de Bise                       | Bernex, La Chapelle-d'Abondance, Novel, Vacheresse                                             | 2 août 2013                              | 3 635,39        | | 46° 21′ 09″ N, 6° 43′ 45″ E |       |
| Tour de Langin                                         | Bons-en-Chablais                                                                               | 1er juin 1937                            | 0,91            | | 46° 15′ 13″ N, 6° 20′ 37″ E |       |
| Balcon du Mont-Blanc                                   | Chamonix-Mont-Blanc, Les Houches                                                               | 23 septembre 1987                        | 472,21          | | 45° 54′ 54″ N, 6° 48′ 38″ E |       |
| Massif du Mont-Blanc                                   | Chamonix-Mont-Blanc, Les Contamines-Montjoie, Les Houches, Saint-Gervais-les-Bains, Vallorcine | 14 juin 1951 5 janvier 1952 16 juin 1976 | 25 394,19       | Plus grand site classé de France.                                                                                  | 45° 53′ 13″ N, 6° 54′ 55″ E |       |
| Rocher des Tines                                       | Chamonix-Mont-Blanc                                                                            | 4 septembre 1935                         | 0               | | 45° 57′ 02″ N, 6° 54′ 11″ E |       |
| Défilé de l'Écluse                                     | Chevrier                                                                                       | 6 novembre 1946 19 mai 1992              | 1 232,39        | Le site s'étend également, depuis 1992, suite les communes de Collonges et Léaz dans l'Ain.                        | 46° 06′ 56″ N, 5° 53′ 45″ E |       |
| La Béca                                                | Les Contamines-Montjoie                                                                        | 14 juin 1909                             | 1,43            | | 45° 50′ 15″ N, 6° 43′ 04″ E |       |
| Flanc est du Taillefer                                 | Doussard                                                                                       | 27 mars 1950                             | 17,47           | | 45° 48′ 59″ N, 6° 12′ 05″ E |       |
| Tilleul de Douvaine                                    | Douvaine                                                                                       | 29 décembre 1925                         | 0               | | 46° 18′ 19″ N, 6° 17′ 57″ E |       |
| Tilleuls d'Etaux                                       | Etaux                                                                                          | 29 décembre 1925                         | 0,04            | Deux tilleuls situés devant l'église ; le premier est abattu dans les années 1960, le second dans les années 1970. | 46° 03′ 57″ N, 6° 17′ 39″ E |       |
| Gorges du Pont-du-Diable                               | La Forclaz, La Vernaz                                                                          | 18 mai 1908                              | 13,64           | | 46° 18′ 29″ N, 6° 36′ 58″ E |       |
| Tilleul de Trossy                                      | Lyaud                                                                                          | 14 juin 1909                             | 0               | Tilleul de Sully                                                                                                   | 46° 19′ 34″ N, 6° 30′ 22″ E |       |
| Cascade de l'Arpenaz                                   | Magland, Sallanches                                                                            | 12 septembre 1991                        | 44,67           | | 45° 58′ 34″ N, 6° 38′ 31″ E |       |
| Désert de Platé                                        | Magland, Passy, Sallanches                                                                     | 3 décembre 1998                          | 1 944,36        | | 45° 58′ 11″ N, 6° 41′ 42″ E |       |
| Lac Bénit                                              | Marnaz, Mont-Saxonnex                                                                          | 14 juin 1909                             | 4,26            | | 46° 01′ 40″ N, 6° 30′ 16″ E |       |
| Roc de Chère                                           | Menthon-Saint-Bernard, Talloires                                                               | 19 octobre 1976                          | 177,18          | | 45° 50′ 52″ N, 6° 11′ 55″ E |       |
| Grotte de la Barme                                     | Mieussy                                                                                        | 14 juin 1909                             | 0               | | 46° 08′ 36″ N, 6° 32′ 02″ E |       |
| Église de Mont-Saxonnex et son promontoire             | Mont-Saxonnex                                                                                  | 10 janvier 1939                          | 0,86            | | 46° 03′ 19″ N, 6° 29′ 01″ E |       |
| Lac Vert, lac de Moëde et lac d'Anterne                | Passy, Servoz                                                                                  | 14 juin 1909                             | 17,41           | | 45° 57′ 00″ N, 6° 45′ 11″ E |       |
| Domaine de Ripaille                                    | Publier, Thonon-les-Bains                                                                      | 3 mars 1950                              | 191,98          | | 46° 23′ 45″ N, 6° 29′ 57″ E |       |
| Blocs erratiques de la plaine des Rocailles            | Reignier-Ésery, Scientrier                                                                     | 22 juillet 1914                          | 0,1             | | 46° 07′ 26″ N, 6° 17′ 16″ E |       |
| Tilleul de Notre-Dame-de-l'Aumône                      | Rumilly                                                                                        | 14 juin 1909                             | 0               | Le tilleul a été abattu depuis son classement ; il ne subsite que la souche.                                       | 45° 51′ 56″ N, 5° 57′ 07″ E |       |
| Cheminée aux fées                                      | Saint-Gervais-les-Bains                                                                        | 14 juin 1909                             | 0               | | 45° 54′ 03″ N, 6° 43′ 16″ E |       |
| Cascade de Doran                                       | Sallanches                                                                                     | 14 juin 1909                             | 1               | | 45° 58′ 12″ N, 6° 35′ 51″ E |       |
| Pierre à Voix                                          | Sallanches                                                                                     | 23 juillet 1909                          | 0,1             | | 45° 58′ 36″ N, 6° 36′ 26″ E |       |
| Vieux pont de Saint-Martin-Martin-sur-Arve et sa croix | Sallanches                                                                                     | 17 mars 1934                             | 0,05            | | 45° 56′ 25″ N, 6° 38′ 32″ E |       |
| Cascade du Nant d'Ant                                  | Samoëns                                                                                        | 22 janvier 1910                          | 0,52            | | 46° 04′ 15″ N, 6° 43′ 36″ E |       |
| Grotte de l'Ermoy                                      | Samoëns                                                                                        | 22 janvier 1910                          | 0               | | 46° 05′ 54″ N, 6° 45′ 11″ E |       |
| Lac de Gers                                            | Samoëns                                                                                        | 14 juin 1909                             | 6,32            | | 46° 01′ 36″ N, 6° 43′ 45″ E |       |
| Tilleul de Samoëns                                     | Samoëns                                                                                        | 14 juin 1909                             | 0               | | 46° 05′ 01″ N, 6° 43′ 36″ E |       |
| Fontaine de la Goutte                                  | Sevrier                                                                                        | 14 juin 1909                             | 0               | | 45° 51′ 01″ N, 6° 06′ 39″ E |       |
| Cascade de la Sauffaz, de la Pleureuse et de Sales     | Sixt-Fer-à-Cheval                                                                              | 29 décembre 1925                         | 0,42            | | 46° 00′ 44″ N, 6° 45′ 32″ E |       |
| Cascade du Rouget                                      | Sixt-Fer-à-Cheval                                                                              | 9 mai 1914                               | 0,53            | | 46° 01′ 37″ N, 6° 46′ 18″ E |       |
| Cirque du Fer-à-Cheval et Fond de la Combe             | Sixt-Fer-à-Cheval                                                                              | 29 décembre 1925                         | 3 588,38        | | 46° 05′ 10″ N, 6° 51′ 20″ E |       |
| Gorge des Tines                                        | Sixt-Fer-à-Cheval                                                                              | 29 décembre 1925                         | 4,8             | | 46° 03′ 19″ N, 6° 45′ 30″ E |       |
| Tilleul de Sixt-Fer-à-Cheval                           | Sixt-Fer-à-Cheval                                                                              | 22 janvier 1910                          | 0               | | 46° 03′ 19″ N, 6° 46′ 33″ E |       |

### Sites inscrits

#### Sites actuels
La liste suivante recense les sites inscrits de la Haute-Savoie en 2024.
| Site                                                         | Communes                                                                                          | Date              | Superficie (ha) | Notes                                                       | Coordonnées                 | Photo                                                         |
| ------------------------------------------------------------ | ------------------------------------------------------------------------------------------------- | ----------------- | --------------- | ----------------------------------------------------------- | --------------------------- | ------------------------------------------------------------- |
| Place du Bourg et ses abords                                 | Alby-sur-Chéran                                                                                   | 22 mars 1943      | 1,02            |                                                             | 45° 49′ 02″ N, 6° 01′ 15″ E |                                                               |
| Château d'Alex et ses abords                                 | Alex                                                                                              | 2 juin 1947       | 4,83            |                                                             | 45° 53′ 23″ N, 6° 14′ 26″ E |                                                               |
| Défilé de Dingy et pont Saint-Clair                          | Alex, Dingy-Saint-Clair                                                                           | 2 juillet 1946    | 45,89           |                                                             | 45° 54′ 21″ N, 6° 12′ 24″ E |                                                               |
| Moulin et pont de Banges                                     | Allèves, Cusy                                                                                     | 26 juillet 1946   | 10,95           |                                                             | 45° 44′ 42″ N, 6° 05′ 41″ E |                                                               |
| Château de Chignans, parc et abords                          | Allinges                                                                                          | 30 août 1946      | 21,05           |                                                             | 46° 20′ 42″ N, 6° 28′ 02″ E |                                                               |
| Abords du pont de la Caille                                  | Allonzier-la-Caille, Cruseilles                                                                   | 19 mai 1939       | 179,72          |                                                             | 46° 00′ 45″ N, 6° 06′ 39″ E |                                                               |
| Abords de la RD 909 au lieu-dit la Tour                      | Annecy                                                                                            | 17 mars 1943      | 1               |                                                             | 45° 54′ 02″ N, 6° 09′ 44″ E |                                                               |
| Château de Monthoux et son parc                              | Annecy                                                                                            | 16 novembre 1943  | 14,01           |                                                             | 45° 57′ 17″ N, 6° 07′ 13″ E |                                                               |
| Château et hameau de Prémery et leurs abords                 | Annecy                                                                                            | 20 janvier 1947   | 14,7            |                                                             | 45° 57′ 17″ N, 6° 06′ 49″ E |                                                               |
| Lac d'Annecy                                                 | Annecy, Doussard, Duingt, Menthon-Saint-Bernard, Saint-Jorioz, Sevrier, Talloires, Veyrier-du-Lac | 24 août 1937      | 2 693,89        |                                                             | 45° 51′ 14″ N, 6° 10′ 14″ E |                                                               |
| Rives du lac d'Annecy à Albigny                              | Annecy                                                                                            | 17 février 1943   | 16,96           |                                                             | 45° 54′ 22″ N, 6° 09′ 00″ E |                                                               |
| Désert de Platé, col d'Anterne et haute vallée du Giffre     | Arâches-la-Frasse, Magland, Passy, Samoëns, Sixt-Fer-à-Cheval                                     | 23 septembre 1965 | 13 534,05       |                                                             | 46° 01′ 38″ N, 6° 46′ 17″ E | [[Fichier::Col d'Anterne-août 2016-1.jpg\|center\|100x100px]] |
| Cimetière de Morette                                         | La Balme-de-Thuy, Thônes                                                                          | 12 juin 1947      | 7,33            | La nécropole de Morette est un monument historique inscrit. | 45° 53′ 52″ N, 6° 17′ 16″ E |                                                               |
| Grottes et cascade de Morette                                | La Balme-de-Thuy, Thônes                                                                          | 12 juin 1947      | 9,77            |                                                             | 45° 54′ 06″ N, 6° 17′ 15″ E |                                                               |
| Plateaux des Glières, de Dran et montagne des Auges          | La Balme-de-Thuy, Fillière (Haute-Savoie), Glières-Val-de-Borne                                   | 12 juin 1947      | 4 250,32        |                                                             | 45° 57′ 54″ N, 6° 20′ 01″ E |                                                               |
| Vallée du Cruet                                              | La Balme-de-Thuy                                                                                  | 12 juin 1947      | 285,93          |                                                             | 45° 52′ 59″ N, 6° 16′ 25″ E |                                                               |
| Place de l'Hôtel-de-Ville                                    | Bonneville                                                                                        | 29 février 1944   | 1,46            | Ancienne place du Parquet.                                  | 46° 04′ 39″ N, 6° 24′ 32″ E |                                                               |
| Château d'Avully et ses abords                               | Brenthonne                                                                                        | 30 août 1946      | 34,25           | Le château est un monument historique inscrit.              | 46° 16′ 20″ N, 6° 24′ 04″ E |                                                               |
| Hameau de Trélechamps et ses abords                          | Chamonix-Mont-Blanc                                                                               | 28 janvier 1944   | 41,76           |                                                             | 45° 59′ 52″ N, 6° 55′ 34″ E |                                                               |
| Colline du Cuar et abords                                    | Châtillon-sur-Cluses                                                                              | 28 février 1944   | 0,71            |                                                             | 46° 05′ 05″ N, 6° 35′ 00″ E |                                                               |
| Château, domaine de Beauregard et port de Tougues            | Chens-sur-Léman                                                                                   | 22 janvier 1947   | 28,24           | Le château est un monument historique inscrit.              | 46° 19′ 44″ N, 6° 15′ 49″ E |                                                               |
| Église de Chevrier et ses abords                             | Chevrier                                                                                          | 20 mai 1947       | 0,22            |                                                             | 46° 06′ 30″ N, 5° 55′ 04″ E |                                                               |
| Église des Clefs et ses abords                               | Les Clefs                                                                                         | 5 juillet 1946    | 3,33            |                                                             | 45° 51′ 39″ N, 6° 19′ 44″ E |                                                               |
| Pont Romain et ses abords                                    | Les Clefs                                                                                         | 16 juillet 1946   | 1,91            | Le pont est un monument historique inscrit.                 | 45° 51′ 48″ N, 6° 19′ 39″ E |                                                               |
| Cluse du Nom                                                 | La Clusaz                                                                                         | 5 juillet 1946    | 32,62           |                                                             | 45° 54′ 30″ N, 6° 25′ 12″ E |                                                               |
| Col des Aravis et chapelle Sainte-Anne                       | La Clusaz                                                                                         | 5 juillet 1946    | 31,42           |                                                             | 45° 52′ 20″ N, 6° 27′ 50″ E |                                                               |
| Église du Fernuy et ses abords                               | La Clusaz                                                                                         | 2 juillet 1946    | 0,21            |                                                             | 45° 54′ 38″ N, 6° 27′ 30″ E |                                                               |
| Prés et bois entre la RD 909 et la Clusaz                    | La Clusaz                                                                                         | 24 janvier 1945   | 5,76            |                                                             | 45° 54′ 15″ N, 6° 25′ 33″ E |                                                               |
| Col du Bonhomme et ses abords                                | Les Contamines-Montjoie                                                                           | 23 septembre 1942 | 2 628,47        |                                                             | 45° 47′ 45″ N, 6° 42′ 23″ E |                                                               |
| Pont de l'Abîme et ses abords                                | Cusy, Gruffy                                                                                      | 26 juillet 1946   | 25,47           |                                                             | 45° 45′ 52″ N, 6° 03′ 25″ E |                                                               |
| Rives du lac d'Annecy à Bredannaz                            | Doussard                                                                                          | 6 octobre 1944    | 10,37           |                                                             | 45° 47′ 33″ N, 6° 12′ 54″ E |                                                               |
| Terrains entre la RD 1508 et le lac d'Annecy à Bredannaz     | Doussard                                                                                          | 21 février 1944   | 1,14            |                                                             | 45° 47′ 54″ N, 6° 12′ 47″ E |                                                               |
| Vieux Pont de Verthier et ses abords                         | Doussard                                                                                          | 21 février 1944   | 0,48            | Le pont est un monument historique inscrit.                 | 45° 47′ 12″ N, 6° 13′ 56″ E |                                                               |
| Château de Troches et son parc                               | Douvaine                                                                                          | 30 août 1946      | 23,06           |                                                             | 46° 18′ 10″ N, 6° 18′ 01″ E |                                                               |
| Château d'Héré et abords                                     | Duingt                                                                                            | 21 février 1944   | 0               | Le château est un monument historique inscrit.              | 45° 49′ 26″ N, 6° 11′ 51″ E |                                                               |
| Château de Ruphy et ses abords                               | Duingt                                                                                            | 21 février 1944   | 3,48            | Le château est un monument historique inscrit.              | 45° 49′ 53″ N, 6° 12′ 22″ E |                                                               |
| Les Prés Nouveaux                                            | Duingt                                                                                            | 4 juillet 1945    | 23,18           |                                                             | 45° 49′ 29″ N, 6° 11′ 51″ E |                                                               |
| Lieu-dit la Maladière                                        | Duingt                                                                                            | 23 février 1944   | 4,04            |                                                             | 45° 49′ 24″ N, 6° 12′ 26″ E |                                                               |
| Maisons anciennes                                            | Duingt                                                                                            | 21 février 1944   | 0,16            |                                                             | 45° 49′ 43″ N, 6° 12′ 15″ E |                                                               |
| Ruines du château de Faucigny et leurs abords                | Faucigny                                                                                          | 20 avril 1942     | 2,41            |                                                             | 46° 06′ 58″ N, 6° 21′ 30″ E |                                                               |
| Alpe des Chavannes                                           | Les Gets                                                                                          | 10 février 1944   | 201,68          |                                                             | 46° 08′ 27″ N, 6° 41′ 27″ E |                                                               |
| Coteau en bordure sud de la RN 202                           | Les Gets                                                                                          | 10 février 1944   | 14,28           |                                                             | 46° 09′ 16″ N, 6° 39′ 55″ E |                                                               |
| Montagne et lac de Lessy                                     | Glières-Val-de-Borne                                                                              | 2 juillet 1946    | 219,86          |                                                             | 45° 59′ 26″ N, 6° 26′ 24″ E |                                                               |
| Chalet à l'entrée du hameau de Villavit                      | Le Grand-Bornand                                                                                  | 5 juillet 1946    | 0,47            |                                                             | 45° 56′ 24″ N, 6° 25′ 20″ E |                                                               |
| Chalets à proximité de l'oratoire du Clos du Pin             | Le Grand-Bornand                                                                                  | 5 juillet 1946    | 2,6             |                                                             | 45° 56′ 28″ N, 6° 26′ 34″ E |                                                               |
| Hameau du Chinaillon                                         | Le Grand-Bornand                                                                                  | 28 juillet 1944   | 5,48            |                                                             | 45° 58′ 17″ N, 6° 26′ 51″ E |                                                               |
| Trésors du hameau du Bois Bercher                            | Le Grand-Bornand                                                                                  | 5 juillet 1946    | 0,25            |                                                             | 45° 57′ 08″ N, 6° 26′ 15″ E |                                                               |
| Église, château de Sonnaz et ses abords                      | Habère-Lullin                                                                                     | 4 août 1947       | 13,52           |                                                             | 46° 14′ 13″ N, 6° 27′ 18″ E |                                                               |
| Gorges de la Diosaz                                          | Les Houches, Servoz                                                                               | 10 novembre 1949  | 31,65           |                                                             | 45° 55′ 59″ N, 6° 46′ 44″ E |                                                               |
| Colline et château en ruines                                 | Larringes                                                                                         | 12 décembre 1946  | 35,81           |                                                             | 46° 22′ 29″ N, 6° 34′ 27″ E |                                                               |
| Bois du Poête                                                | Lovagny                                                                                           | 20 avril 1944     | 10,06           |                                                             | 45° 53′ 41″ N, 6° 02′ 22″ E |                                                               |
| Gorges du Fier                                               | Lovagny                                                                                           | 2 décembre 1943   | 17,31           |                                                             | 45° 53′ 43″ N, 6° 02′ 11″ E |                                                               |
| Château de Buffavent et ses abords                           | Lully                                                                                             | 5 juillet 1946    | 12,63           | Le château est un monument historique inscrit.              | 46° 17′ 18″ N, 6° 24′ 18″ E |                                                               |
| Château de la Rochette et ses abords                         | Lully                                                                                             | 30 août 1946      | 2,96            | Le château est un monument historique inscrit.              | 46° 17′ 29″ N, 6° 25′ 37″ E |                                                               |
| Église et ses abords                                         | Meillerie                                                                                         | 26 juin 1946      | 0,81            | L'église est un monument historique inscrit.                | 46° 24′ 23″ N, 6° 43′ 07″ E |                                                               |
| Port et maisons sur le lac Léman                             | Meillerie                                                                                         | 26 juin 1946      | 0,59            |                                                             | 46° 24′ 27″ N, 6° 43′ 17″ E |                                                               |
| Château de Menthon et ses abords                             | Menthon-Saint-Bernard                                                                             | 5 décembre 1986   | 55,45           | Le château est un monument historique inscrit.              | 45° 51′ 49″ N, 6° 12′ 15″ E |                                                               |
| Domaine de Taine                                             | Menthon-Saint-Bernard                                                                             | 24 avril 1947     | 20,08           |                                                             | 45° 51′ 34″ N, 6° 11′ 33″ E |                                                               |
| Pont de Presles sur le Bioson                                | Menthon-Saint-Bernard                                                                             | 24 février 1944   | 1,14            |                                                             | 45° 51′ 44″ N, 6° 11′ 27″ E |                                                               |
| Pointe de Messery et ses abords                              | Messery                                                                                           | 22 août 1947      | 6,09            |                                                             | 46° 21′ 00″ N, 6° 16′ 44″ E |                                                               |
| Chapelle de Ley                                              | Mieussy                                                                                           | 5 juillet 1946    | 0,26            |                                                             | 46° 08′ 37″ N, 6° 30′ 01″ E |                                                               |
| Église et ses abords                                         | Mieussy                                                                                           | 5 juillet 1946    | 1,12            | L'église est un monument historique inscrit.                | 46° 08′ 09″ N, 6° 31′ 24″ E |                                                               |
| Étroit d'Enté et ses abords                                  | Mieussy                                                                                           | 14 janvier 1944   | 16,44           |                                                             | 46° 06′ 38″ N, 6° 33′ 31″ E |                                                               |
| Gorges de Mieussy                                            | Mieussy                                                                                           | 1er juin 1943     | 31,44           |                                                             | 46° 07′ 43″ N, 6° 30′ 59″ E |                                                               |
| Lac d'Anthon et ses abords                                   | Mieussy                                                                                           | 5 janvier 1945    | 9,09            |                                                             | 46° 08′ 10″ N, 6° 30′ 08″ E |                                                               |
| Cascade d'Ardent et parcelles qui la bordent                 | Montriond                                                                                         | 28 février 1944   | 1,67            |                                                             | 46° 12′ 50″ N, 6° 45′ 18″ E |                                                               |
| Mont Plénay                                                  | Morzine                                                                                           | 4 août 1944       | 53              |                                                             | 46° 10′ 09″ N, 6° 41′ 43″ E |                                                               |
| Vieux Pont sur la Dranse                                     | Morzine                                                                                           | 4 août 1944       | 0,58            |                                                             | 46° 10′ 44″ N, 6° 42′ 32″ E |                                                               |
| Château de la Palud                                          | Moye                                                                                              | 30 juin 1943      | 19,03           |                                                             | 45° 53′ 18″ N, 5° 55′ 13″ E |                                                               |
| Chapelle Notre-Dame-du-Lac et ses abords                     | Nernier                                                                                           | 30 août 1946      | 5,23            |                                                             | 46° 21′ 38″ N, 6° 18′ 22″ E |                                                               |
| Chapelle de Bay                                              | Passy                                                                                             | 2 mars 1949       | 0,21            |                                                             | 45° 55′ 53″ N, 6° 40′ 40″ E |                                                               |
| Montagne d'Anterne                                           | Passy                                                                                             | 2 février 1944    | 452,99          |                                                             | 45° 57′ 08″ N, 6° 45′ 35″ E |                                                               |
| Plateau d'Assy                                               | Passy                                                                                             | 27 mai 1946       | 17,18           |                                                             | 45° 56′ 15″ N, 6° 42′ 00″ E |                                                               |
| Plateau de Plaine-Joux-d'en-Haut                             | Passy                                                                                             | 27 mai 1946       | 15,27           |                                                             | 45° 57′ 02″ N, 6° 44′ 25″ E |                                                               |
| Signal de Charousse et ses abords                            | Passy                                                                                             | 27 mai 1946       | 4,61            |                                                             | 45° 55′ 47″ N, 6° 40′ 27″ E |                                                               |
| Vieux village d'Amphion et ses abords                        | Publier                                                                                           | 6 janvier 1947    | 8               |                                                             | 46° 23′ 34″ N, 6° 32′ 19″ E |                                                               |
| Ruines du château de Boringe                                 | Reignier-Ésery                                                                                    | 28 février 1944   | 3,83            |                                                             | 46° 08′ 21″ N, 6° 18′ 12″ E |                                                               |
| Village d'Ésery                                              | Reignier-Ésery                                                                                    | 18 juin 1990      | 57,01           |                                                             | 46° 08′ 37″ N, 6° 14′ 29″ E |                                                               |
| Carrefour du Faubourg Saint-Martin                           | La Roche-sur-Foron                                                                                | 1er juin 1943     | 0,56            |                                                             | 46° 04′ 04″ N, 6° 18′ 51″ E |                                                               |
| Église Saint-Jean et rue des Fours                           | La Roche-sur-Foron                                                                                | 9 juin 1943       | 0,41            | L'église est un monument historique inscrit.                | 46° 03′ 58″ N, 6° 18′ 50″ E |                                                               |
| Maisons anciennes, rue Carnot et place Saint-Jean            | La Roche-sur-Foron                                                                                | 1er juin 1943     | 0,19            |                                                             | 46° 03′ 57″ N, 6° 18′ 47″ E |                                                               |
| Place Grenette et hôtel de ville                             | La Roche-sur-Foron                                                                                | 1er juin 1943     | 0,6             |                                                             | 46° 04′ 00″ N, 6° 18′ 44″ E |                                                               |
| Quartier du Plain-Château                                    | La Roche-sur-Foron                                                                                | 9 juin 1943       | 0,99            |                                                             | 46° 04′ 00″ N, 6° 18′ 53″ E |                                                               |
| Rampe du Crétet                                              | La Roche-sur-Foron                                                                                | 9 juin 1943       | 1,18            |                                                             | 46° 04′ 02″ N, 6° 18′ 56″ E |                                                               |
| Place de l'Hôtel-de-Ville                                    | Rumilly                                                                                           | 5 novembre 1943   | 0,77            |                                                             | 45° 52′ 01″ N, 5° 56′ 32″ E |                                                               |
| Rives du Chéran, abords du Pont-Neuf                         | Rumilly                                                                                           | 9 novembre 1944   | 7,17            |                                                             | 45° 52′ 18″ N, 5° 56′ 28″ E |                                                               |
| Jardin-belvédère contigu à la mairie                         | Saint-Gervais-les-Bains                                                                           | 23 novembre 1953  | 0,02            |                                                             | 45° 53′ 31″ N, 6° 42′ 45″ E |                                                               |
| Le Bon Nant et les deux ponts du Diable                      | Saint-Gervais-les-Bains                                                                           | 15 septembre 1942 | 20,87           |                                                             | 45° 53′ 26″ N, 6° 42′ 38″ E |                                                               |
| Vues panoramiques de la RN 202                               | Saint-Gervais-les-Bains                                                                           | 15 septembre 1942 |                 |                                                             |                             |                                                               |
| Hameau du Villaret                                           | Saint-Jean-de-Sixt                                                                                | 5 juillet 1946    | 1,28            |                                                             | 45° 56′ 05″ N, 6° 24′ 49″ E |                                                               |
| Hameau des Éculés et pont des Étroits sur le Borne           | Saint-Jean-de-Sixt                                                                                | 2 juillet 1946    | 14,53           |                                                             | 45° 55′ 53″ N, 6° 24′ 18″ E |                                                               |
| Terrains en contrebas de la D 12                             | Saint-Jorioz                                                                                      | 21 février 1944   | 4,82            |                                                             | 45° 49′ 55″ N, 6° 08′ 30″ E |                                                               |
| Château de Coudrée                                           | Sciez                                                                                             | 26 décembre 1946  | 69,1            |                                                             | 46° 20′ 25″ N, 6° 23′ 00″ E |                                                               |
| Hameau de Passy                                              | Sixt-Fer-à-Cheval                                                                                 | 29 février 1944   |                 |                                                             | 46° 02′ 53″ N, 6° 46′ 47″ E |                                                               |
| Hameau et chapelle de Salvagny                               | Sixt-Fer-à-Cheval                                                                                 | 20 mai 1944       |                 |                                                             | 46° 02′ 30″ N, 6° 46′ 16″ E |                                                               |
| Bois et rochers de la montagne de Chère                      | Talloires-Montmin                                                                                 | 21 février 1944   | 28,09           |                                                             | 45° 50′ 32″ N, 6° 12′ 00″ E |                                                               |
| Cascade inférieure d'Angon, Nant d'Oy et leurs abords        | Talloires-Montmin                                                                                 | 21 septembre 1944 | 2,29            |                                                             | 45° 49′ 44″ N, 6° 13′ 34″ E |                                                               |
| Chapelle de Saint-Germain                                    | Talloires-Montmin                                                                                 | 19 juillet 1944   | 2,98            |                                                             | 45° 50′ 32″ N, 6° 13′ 22″ E |                                                               |
| Clos de Chère et abbaye                                      | Talloires-Montmin                                                                                 | 20 juillet 1944   | 12,58           | L'abbaye est un monument historique inscrit.                | 45° 50′ 33″ N, 6° 12′ 37″ E |                                                               |
| Port de la Balmette                                          | Talloires-Montmin                                                                                 | 21 février 1944   | 0,08            |                                                             | 45° 48′ 58″ N, 6° 13′ 44″ E |                                                               |
| Bois du Jora, chalet de la Gouille et chapelle               | Taninges                                                                                          | 14 mars 1944      | 31,92           |                                                             | 46° 08′ 41″ N, 6° 35′ 36″ E |                                                               |
| Chapelle Sainte-Anne et ses abords                           | Taninges                                                                                          | 12 avril 1944     | 0,65            |                                                             | 46° 06′ 32″ N, 6° 35′ 30″ E |                                                               |
| Chartreuse de Mélan et ses abords                            | Taninges                                                                                          | 16 avril 1945     | 25,15           | La chartreuse est un monument historique classé.            | 46° 06′ 08″ N, 6° 35′ 36″ E |                                                               |
| Montagne du Roy et crête du plateau de Praz-de-Lys           | Taninges                                                                                          | 14 mars 1944      | 439,34          |                                                             | 46° 08′ 15″ N, 6° 34′ 41″ E |                                                               |
| Maisons à arcades et place du marché                         | Thônes                                                                                            | 24 janvier 1945   | 0,92            |                                                             | 45° 52′ 54″ N, 6° 19′ 30″ E |                                                               |
| Place au centre du hameau de la Vacherie                     | Thônes                                                                                            | 28 juillet 1944   | 0,19            |                                                             | 45° 54′ 07″ N, 6° 20′ 56″ E |                                                               |
| Place Avet, statue et arbres                                 | Thônes                                                                                            | 24 janvier 1945   | 1,55            |                                                             | 45° 52′ 56″ N, 6° 19′ 24″ E |                                                               |
| Pont de la Vacherie et chapelle de Glapigny                  | Thônes                                                                                            | 5 juillet 1946    | 1,14            |                                                             | 45° 53′ 52″ N, 6° 20′ 48″ E |                                                               |
| Chapelle de Tully et ses abords                              | Thonon-les-Bains                                                                                  | 7 octobre 1946    | 0,04            |                                                             | 46° 22′ 24″ N, 6° 29′ 48″ E |                                                               |
| Château de la Fléchère, couvent des Capucins et leurs abords | Thonon-les-Bains                                                                                  | 8 janvier 1947    | 6,58            |                                                             | 46° 22′ 52″ N, 6° 29′ 03″ E |                                                               |
| Château de Marclaz et ses abords                             | Thonon-les-Bains                                                                                  | 7 octobre 1946    | 5,23            | Le château est un monument historique inscrit.              | 46° 21′ 24″ N, 6° 26′ 50″ E |                                                               |
| Château de Thuyset et ses abords                             | Thonon-les-Bains                                                                                  | 8 janvier 1947    | 16,93           |                                                             | 46° 22′ 58″ N, 6° 29′ 54″ E |                                                               |
| Église de Concise et place de la Fontaine                    | Thonon-les-Bains                                                                                  | 8 janvier 1947    | 0,48            |                                                             | 46° 22′ 48″ N, 6° 29′ 10″ E |                                                               |
| Hameau de Corzent                                            | Thonon-les-Bains                                                                                  | 20 janvier 1947   | 0,78            |                                                             | 46° 21′ 46″ N, 6° 26′ 55″ E |                                                               |
| Jardins de Saint-Bon                                         | Thonon-les-Bains                                                                                  | 16 juillet 1946   | 2,95            |                                                             | 46° 22′ 30″ N, 6° 28′ 51″ E |                                                               |
| Port, quartier des Pêcheurs et château de Montjoux           | Thonon-les-Bains                                                                                  | 7 octobre 1946    | 8,33            |                                                             | 46° 22′ 36″ N, 6° 28′ 44″ E |                                                               |
| Colline de Chappay                                           | Vallières-sur-Fier                                                                                | 30 juin 1943      | 3,02            |                                                             | 45° 55′ 57″ N, 5° 53′ 31″ E |                                                               |
| Pont de Lornay et ses abords                                 | Vallières-sur-Fier                                                                                | 30 juin 1943      | 7,08            |                                                             | 45° 55′ 45″ N, 5° 53′ 35″ E |                                                               |
| Rives du lac d'Annecy                                        | Veyrier-du-Lac                                                                                    | 12 avril 1944     | 20,6            |                                                             | 45° 52′ 22″ N, 6° 10′ 47″ E |                                                               |
| Terrains et maisons des Pensières                            | Veyrier-du-Lac                                                                                    | 14 avril 1944     | 5,47            |                                                             | 45° 53′ 36″ N, 6° 10′ 00″ E |                                                               |
| Église et chalets environnants                               | Les Villards-sur-Thônes                                                                           | 24 janvier 1945   | 0,24            |                                                             | 45° 54′ 27″ N, 6° 21′ 54″ E |                                                               |
| Donjon d'Yvoire et constructions attenantes                  | Yvoire                                                                                            | 28 juillet 1944   | 0,79            |                                                             | 46° 22′ 16″ N, 6° 19′ 33″ E |                                                               |
| Grande Rue                                                   | Yvoire                                                                                            | 28 juillet 1944   | 0,73            |                                                             | 46° 22′ 12″ N, 6° 19′ 34″ E |                                                               |
| Place du Thay                                                | Yvoire                                                                                            | 28 juillet 1944   | 0,22            |                                                             | 46° 22′ 14″ N, 6° 19′ 38″ E |                                                               |

#### Anciens sites
Dix-neuf sites d'Annecy, précédemment inscrits, ont été radiés en 2022 et requalifié en sites patrimoniaux remarquables :
- Centre-ville
- Côte Saint-Maurice, rampe du château d'Annecy
- Église Notre-Dame-de-Liesse, square de l'Évêché et leurs abords
- Faubourg Sainte-Claire
- Hôtel de Charmoisy
- Île d'Annecy, quais et maisons de la rive nord du canal du Thiou, arbres
- Jardins de la préfecture
- Maisons à arcades de la rue du Paquier
- Maisons riveraines du canal du Thiou
- Pont Morens et rue du Pont-Morens
- Porte du Sépulcre, tour Saint-Sixt et maisons contiguës
- Porte Sainte-Claire et ses abords
- Promenade Paquier, avenue d'Albigny, Champ-de-Mars, jardin de l'Hôtel de Ville
- Quai des Marquisats et immeubles
- Rue de l'Île
- Rue Filaterie
- Rue Jean-Jacques-Rousseau
- Rue Perrière et sa porte
- Rue Sainte-Claire